# Бондарев, Андрей Леонтьевич
Андре́й Лео́нтьевич Бо́ндарев (20 августа 1901, хут. Бондарев, Курская губерния — 23 сентября 1961, с. Борово-Гринев, Белгородская область) — советский военачальник, гвардии генерал-лейтенант (1943), Герой Советского Союза (16 октября 1943 года).

## Биография
Родился на хуторе Бондарев (ныне Новооскольского района Белгородской области) в крестьянской семье. Украинец. Образование начальное. Работал секретарём Бондаревского сельсовета.
В Красной Армии с января 1921 года. В 1922 году по окончании обучения на 52-х Кременчугских командных пехотных курсах направлен проходить службу в 74-м стрелковом полку 25-й стрелковой дивизии в Украинском военном округе. Исполнял должности командира отделения, помощника командира и командира взвода. Участвовал в боевых операциях против остатков Революционной повстанческой армии Украины Н. И. Махно.
В межвоенный период с августа 1925 года на учёбе в Киевской объединённой военной школе им. С. С. Каменева, затем с августа 1927 года служил в Ленинградском военном округе в 166-м стрелковом полку — командир взвода, политрук, командир роты, начальник штаба батальона, помощник начальника штаба полка. С марта 1934 года начальник штаба и временно исполняющий должность командира учебного батальона 167-го стрелкового полка, с февраля 1935 года начальник штаба 12-го Туркестанского стрелкового полка, с июля 1937 года командир 31-го стрелкового полка. С апреля 1938 года командовал сначала 43-й, затем с августа 1939 года — 168-й стрелковыми дивизиями. Во главе последней участвовал в советско-финской войне. С ноября 1940 года на учёбе на курсах усовершенствования высшего начальствующего состава при Военной академии РККА имени М. В. Фрунзе.
С началом Великой Отечественной войны полковник А. Л. Бондарев продолжал командовать 168-й стрелковой дивизией, которая входила в состав 7-й, а в августе 1941 года — 23-й армий Северного фронта, дислоцировалась в районе города Сортавала и приняла на себя основной удар Финских войск. 45-дневные бои дивизии под командованием А. Л. Бондарева ознаменовались стойкостью и мужеством личного состава. Части дивизии в условиях лесисто-болотистой и сильно пересечённой местности самоотверженно отражали атаки превосходящих сил противника и постоянными контратаками наносили ему значительные потери. В конце августа 1941 года дивизия оказалась в полуокружении вследствие отступления 7-й, а затем и 23-й армий, и только решительные и грамотные действия А. Л. Бондарева позволили частям дивизии организованно со всей материальной частью форсировать Ладожское озеро и сосредоточиться на острове Валаам. 7 октября 1941 года А. Л. Бондареву было присвоено звание генерал-майор. В конце октября 1941 года дивизия была переброшена к Невскому плацдарму и в составе 8-й армии Ленинградского фронта вела наступление на Синявино навстречу войскам 54-й армии. Однако после 10-дневных боёв дивизия успеха не имела и вынуждена была перейти к обороне. С 28 ноября 1941 года генерал-майор А. Л. Бондарев — командующий 8-й армией и в течение месяца проводил тщательную подготовку войск армии к наступлению. А. Л. Бондарев лично находился в боевых порядках частей дивизии, проводил рекогносцировку, вскрывал места расположения основных средств противника, определял основные пути подхода танков на исходные позиции. Однако наступление войск армии, начатое 22 ноября 1941 года с задачей форсировать реку Неву по льду и во взаимодействии с другими частями фронта окружить и уничтожить противника в районе № 1 и № 2 Рабочих посёлков, успеха не имело. Безуспешные наступательные бои велись на Невском плацдарме в течение всего декабря, и в конце месяца войска были вынуждены перейти к обороне. 28 января 1942 года был освобождён от должности как не справившийся. Затем, назначен командующим Невской оперативной группы войск Ленинградского фронта и 30 апреля 1942 года вновь освобождён от должности за неумение организовать взаимодействие войск. После этого А. Л. Бондарев был направлен на учёбу в Высшую военную академию им. К. Е. Ворошилова.
После окончания обучения 17 апреля 1943 года назначен командующим 17-м гвардейским стрелковым корпусом, входившим в состав 1-й гвардейской, 13-й, 70-й, 60-й, 38-й армий Центрального, Воронежского и 1-го Украинского фронтов. 28 апреля 1943 года А. Л. Бондареву было присвоено звание генерал-лейтенант. Корпус участвовал в Курской битве. За успешное ведение корпусом оборонительных боёв в период Курской битвы А. Л. Бондарев был награждён орденом Кутузова 2 степени. В последующем корпус участвовал в Черниговско-Припятской, Киевских наступательной и оборонительной, Житомирско-Бердичевской наступательной операциях. 
За успешное форсирование корпусом рек Днепр и Припять А. Л. Бондареву 16 октября 1943 года было присвоено звание Героя Советского Союза. 
С декабря 1943 года по январь 1944 года корпус под командованием А. Л. Бондарева освободил более 300 населённых пунктов, за что он был награждён орденом Ленина. 28 мая 1944 года назначен командиром 101-го стрелкового корпуса 38-й армии. Корпус участвовал в освобождении городов Львов, Бобрка в ходе Львовско-Сандомирской операции, городов Ясло и Вадовице в ходе Западно-Карпатской операции и чехословацкого города Моравска-Острава в ходе Моравско-Остравской наступательной операции. За успешные боевые действия корпус был награждён орденами Ленина, Красного Знамени и Суворова 2-й степени.
24 июня 1945 года в качестве командира сводного полка 4-го Украинского фронта принимал участие в историческом Параде Победы. После войны генерал-лейтенант А. Л. Бондарев продолжал службу в армии, командуя корпусом. С 1946 года преподавал в Высшей военной академии имени К. Е. Ворошилова. C 1947 года командовал 37-м гвардейским воздушно-десантным корпусом. С 2 октября 1950 года — помощник командующего 7-й гвардейской армией по боевой подготовке — начальник отдела боевой подготовки штаба армии. С 30 октября 1955 года в отставке по болезни.
В 1960 году избран председателем колхоза «Память Ленина» Новооскольского района Белгородской области. 23 сентября 1961 года скончался в селе Борово-Гринев Новооскольского района Белгородской области от кровоизлияния в мозг. Похоронен в селе Боровки того же района.
Член ВКП(б)/КПСС с 1924 г. Депутат Верховного Совета Карело-Финской ССР 1-го созыва (1940—1947).
Имя А. Л. Бондарева носят улицы в городах Новый Оскол и Сортавала.

## Воспоминания современников
" Подтянутый, собранный, быстрый в движениях, он располагал к себе с первого взгляда, умел глубоко вникать в любое дело и решал все вопросы смело, без оглядки на инстанции. Наделённый живым, беспокойным умом, Андрей Леонтьевич быстро подхватывал всякую разумную инициативу и ценил людей «не по званиям, а по знаниям», что так же являлось без сомнения качеством положительным. Ко всему прочему комкор обладал весёлым, бодрым характером, вследствие чего оставался уравновешенным и несколько ироничным в любых ситуациях. "
— Герой Советского Союза генерал армии П.Н.Лащенко. Из боя – в бой. - М.: Воениздат, 1972. С.86-87.

## Награды
- Герой Советского Союза (16.10.1943)
- Три ордена Ленина (16.10.1943, 10.01.1944, 6.05.1946)[3]
- Пять орденов Красного Знамени (26.01.1940, 7.10.1941, 20.11.1941, 3.11.1944, 1951)
- Орден Кутузова I степени (23.05.1945)
- Орден Кутузова II степени (27.08.1943)
- Орден Богдана Хмельницкого I степени (23.09.1944)
- Орден Суворова II степени (23.09.1943)
- Орден Красной Звезды (22.02.1938)
- Медали СССР

Иностранные награды
- Орден Белого льва I степени (Чехословакия, 1954)
- Чехословацкий Военный крест 1939 года (Чехословакия, 1945)
- Орден Крест Грюнвальда III степени (Польша, 1945)
- Медаль Победы и Свободы (Польша, 1945)